# Fanum Voltumnae
Fanum Voltumnae je nejdůležitější etruskou svatyní a shromaždištěm. Byla zasvěcena podsvětnímu božstvu jménem Voltumna (taktéž Veltha). Slovo fanum představuje posvátné místo. V díle římského historika Marca Terentia Varrona je Voltumna uváděn jako deus Etruriae princeps, tedy hlavní bůh Etrurie.

## Funkce a význam
Představitelé dvanácti etruských městských států se zde každoročně v jarním období setkávali, aby diskutovali záležitosti jak politického, tak náboženského charakteru. Hlavním posláním celého shromáždění byla volba krále, jenž byl pouze formálním představitelem federace etruských měst.

## Lokalita
Poloha tohoto důležitého místa byla dlouho nejistá. Titus Livius, který se o něm ve svém díle zmiňuje hned pětkrát, se domníval, že se nacházelo poblíž významného etruského centra Volsinií (etrusky Velzna). Novodobí badatelé se jej snažili umístit na jiné lokality, jako například Bagnoregio, Viterbo, Montefiascone, San Lorenzo Nuovo nebo Pitigliano.
Archeologové z univerzity Macerata jeho pozůstatky nalezli v září 2006, 96 km severně od Říma, v blízkosti skalního města Orvieto v jihovýchodní části italského regionu Umbrie. Předpokládá se, že dnešní Orvieto stojí poblíž již uváděných Volsinií.
Rozsáhlé vykopávky zatím vydaly zdi centrálního chrámu, dvě významné přístupové cesty a část obvodové zdi hlavní svatyně. Vše bylo vystavěno z tufových kvádrů, materiálu který Etruskové typicky využívali. Dispoziční řešení chrámu má všechny předpoklady svatyně tak vysokého významu. Vykopávky na místě stále probíhají.
Na lokalitě byly dále nalezeny stavby z různých období, pokrývající poměrně velké území, a také množství architektonických terakot. Tyto terakoty lze datovat od pozdně archaického do helénistického období vývoje etruské civilizace. Oblast byla využívána k náboženským účelům od 6. století př. n. l. až do 15. století. Kromě etruského chrámu zde bylo vybudováno také několik římských. Poslední náboženská stavba, katolický kostel, zde byla postavena ve 12. století.